# Peterloomassakern

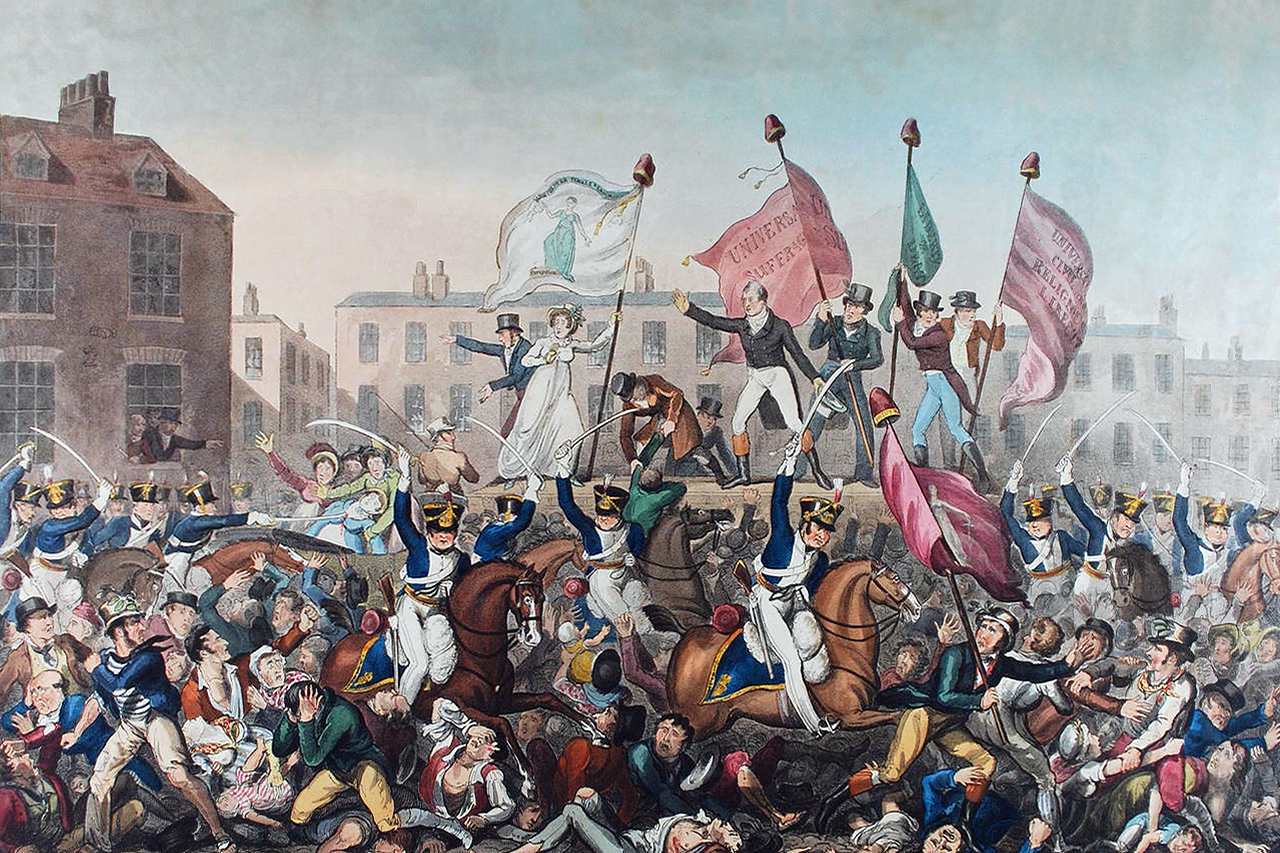

Peterloomassakern (engelska: Peterloo Massacre) ägde rum den 16 augusti 1819 på St. Peters Fields i Manchester, England.
Ett stort antal människor hade samlats i en fredlig demonstration för att kräva politiska och parlamentariska reformer när de angreps av kavallerister. Det uppskattas att 60 000 personer, varav många barn, deltog i protestmötet. 18 personer tros ha dödats och närmare 700 skadats i massakern, som är den blodigaste politiska sammandrabbningen i Storbritanniens historia.
Benämningen Peterloomassakern myntades av den samtida journalisten James Wroe, som en anspelning på slaget vid Waterloo. Tidningen The Manchester Guardian, senare The Guardian, grundades som en direkt följd av Peterloomassakern.
Peterloomassakern anses vara en betydelsefull händelse för jämlikhetens och demokratins utveckling i Storbritannien. Varje år hålls en minnesceremoni på platsen.
Den 2018 filmen Peterloo, av Mike Leigh, handlar om massakern.